# Trafikförordningen
Trafikförordningen (1998:1276) är en svensk förordning, utfärdad av regeringen, som trädde i kraft den 1 oktober 1999, som ersättning till Vägtrafikkungörelsen (1972:603), som därmed upphävdes.
Trafikförordningen innehåller bestämmelser för trafik på väg och i terräng, samt ansvarsfördelningen mellan kommuner och statliga myndigheter (Länsstyrelserna, Trafikverket, Transportstyrelsen, Polisen ETC). 
Bestämmelserna om trafik med fordon gäller i tillämpliga delar även den som rider och den som leder eller driver kreatur. Bestämmelserna om gående gäller även den som åker skidor, rullskidor, skridskor, rullskridskor eller liknande och den som för, leder, skjuter eller drar sparkstötting, lekfordon eller liknande fordon. Bestämmelserna om gående gäller även den som leder, skjuter eller drar cykel, moped, motorcykel, barnvagn eller rullstol, den som för ett motordrivet fordon avsett att föras av gående samt den som själv för rullstol om han eller hon färdas med gångfart.
För att inte inbjuda till ett trafikbeteende som kan utgöra fara för andra trafikanter, är Trafikförordningen utformad så att det (generellt sett) inte finns några rättigheter i trafiken utan endast en mängd skyldigheter. Vid t ex en cykelpassage har både bilister och cyklister skyldigheter mot varandra, allt för att öka kravet på hänsyn i trafiken.

## Angränsande lagar och förordningar
Förbud mot körning i terräng i vissa fall finns i terrängkörningslagen (1975:1313) och terrängkörningsförordningen (1978:594). 
I militära vägtrafikkungörelsen (1974:97) och i vägtrafikförordningen (1995:137) för den kommunala organisationen för räddningstjänst under utbildning och höjd beredskap finns bestämmelser om undantag från denna förordning. 
Bestämmelser om spårvägstrafik finns i förordningen (1990:1165) om säkerhet vid tunnelbana och spårväg.